# Montbellet
Montbellet is een gemeente in het Franse departement Saône-et-Loire (regio Bourgogne-Franche-Comté). De plaats maakt deel uit van het arrondissement Mâcon. Montbellet telde op 1 januari 2022 864 inwoners.

## Geografie
De oppervlakte van Montbellet bedroeg op 1 januari 2022 19,78 vierkante kilometer; de bevolkingsdichtheid was toen 43,7 inwoners per km².

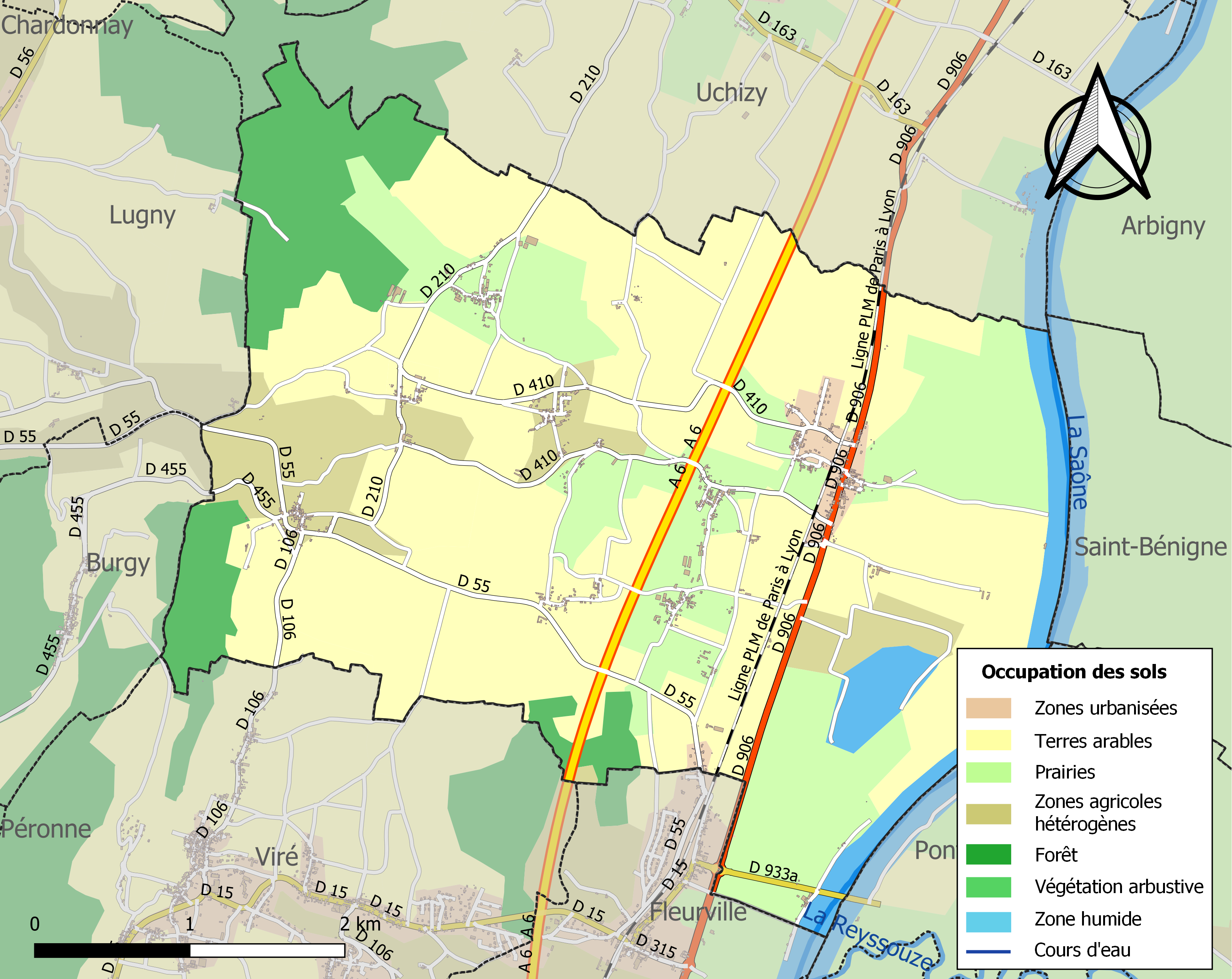
Kaart van de gemeente met de belangrijkste infrastructuur, bodemgebruik en omliggende gemeenten

## Demografie
Onderstaande figuur toont het verloop van het inwonertal (bron: INSEE-tellingen).